# Карьера проститутки
«Карье́ра проститу́тки» (англ. A Harlot's Progress) — серия из 6 картин (1731, утрачены) и гравюр (1732) Уильяма Хогарта. Серия показывает историю молодой девушки Молл (Мэри) Хэкэбаут, прибывшей в Лондон из провинции и ставшей проституткой. Серия была начата с третьей картины: во время рисования проститутки в её каморке на Друри-Лейн, Хогарту пришла идея изображения сцен из её прошлого и будущего.
В 2006 году на экраны вышел телевизионный фильм «Карьера продажной женщины» («A Harlot’s Progress»), иллюстрирующий своеобразную версию создания серии.

## История создания
Главная героиня названа в честь героини романа Даниэля Дефо «Молл Флендерс» и печально известной проститутки Кейт Хэкэбаут, которая была сестрой разбойника Фрэнсиса Хэкэбаута, повешенного 17 апреля 1730 года. Сама Кейт была обвинена в содержании борделя и в августе, в тот же самый год, была арестована вестминстерским судьёй сэром Джоном Гонсоном.
В первой сцене старуха хвалит красоту девушки и обещает ей прибыльное занятие, предлагая её джентльмену на заднем плане. Молл — содержанка с двумя любовниками во второй гравюре, в третьей её, опустившуюся уличную проститутку, берут под арест. Героиня отбивает пеньку в тюрьме Брайдвелл в четвёртой сцене. На пятой гравюре она умирает от венерической болезни в возрасте 23 лет, а в последней сцене изображена лежащей в гробу.
Серия картин стала очень популярна, и Хогарт использовал свои навыки серебряных дел мастера для создания гравюр, продавая «ограниченное издание» — 1240 наборов из шести гравюр подписчикам стоимостью в 1 гинею. Пиратские копии гравюр скоро оказались на рынке, и Хогарт добился запрета бесконтрольного копирования авторских гравюр в 1734. Вскоре Хогарт издал вторую серию сатирических и моралистических картин «Карьера мота», за которой несколько лет спустя последовала серия «Модный брак».
Первоначальные картины серии «Карьера проститутки» были уничтожены огнём при пожаре в аббатстве Фонтхилл, доме Уильяма Бекфорда в Уилтшире, в 1755 году. Оригинальные пластины уцелели и были проданы вдовой Хогарта Джейн Джону Бойделлу в 1789; позже они принадлежали Болдуину, Кредоку и Джою в 1818, и затем Генри Бону в 1835. Каждый владелец делал копии гравюр.

## Репродукции с описанием

### 1. В ловушке сводницы.

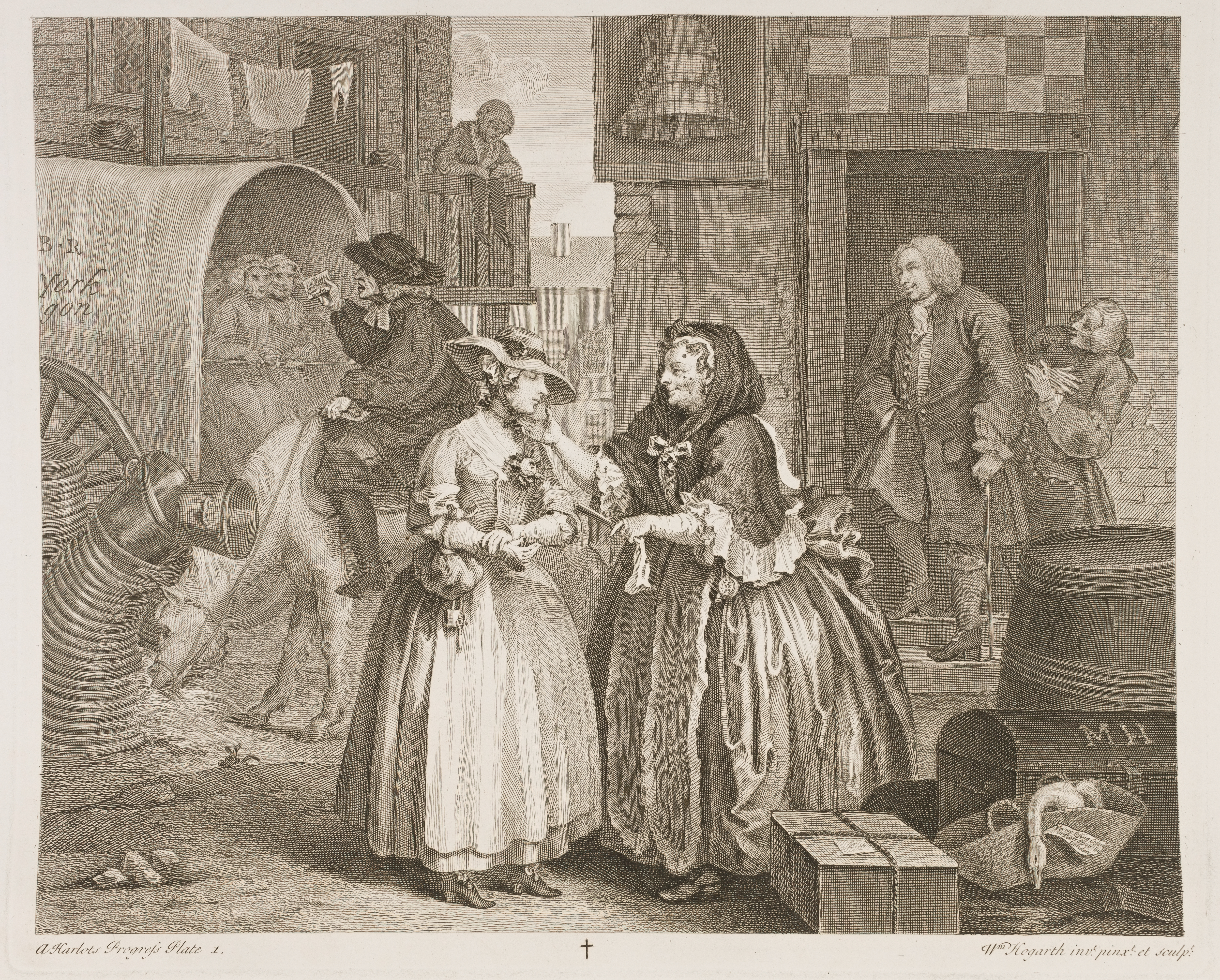
Ensnared by a procuress

Молл Хэкэбаут прибывает в Лондон в гостиницу Белл Инн на Чипсайд. Художник делит картину на 2 части, изображая доброе и злое в левой и правой частях соответственно. С правой стороны видна разрушающаяся штукатурка гостиницы, из которой выходят печально известный гуляка полковник Френсис Чартерис и его сутенёр Джон Гурлей, конкурирующий со сводницей и содержательницей борделя Элизабет Нидэм (Матушка Нидэм) в покровительстве над Молл-проституткой. Чартерис с довольной ухмылкой предвкушает удовольствия, которые ему даст молодая проститутка. В левой части гравюры, где стены зданий крепки, лондонцы игнорируют разыгравшуюся сцену совращения провинциалки: беспечному священнику безразлично положение девушки, как и его лошадь, свалившая груду кастрюль. Тем временем Матушка Нидэм осматривает Молл как лошадь при покупке. Намек содержится в гусе, к которому прикреплена записка: «Любимой кузине на Тэмс-стрит в Лондоне» (в оригинале «My lofing cosen in Tems Stret in London»); этот «кузен», возможно, был вербовщиком.
Картина наполнена играми слов и двойными значениями. Вывеска гостиницы (Bell Inn) со звонком может быть отнесена к Belle (фр. Красавица), девушке, недавно прибывшей из провинции, и повторяет отчасти силуэты Молл и Нидэм. Ножницы и игольник, висящий на руке Молл, говорят, что она — швея; мертвый гусь — доверчивость Молл. Падающая груда кастрюль символизирует «падение» Молл.

### 2. Ссора с евреем-покровителем

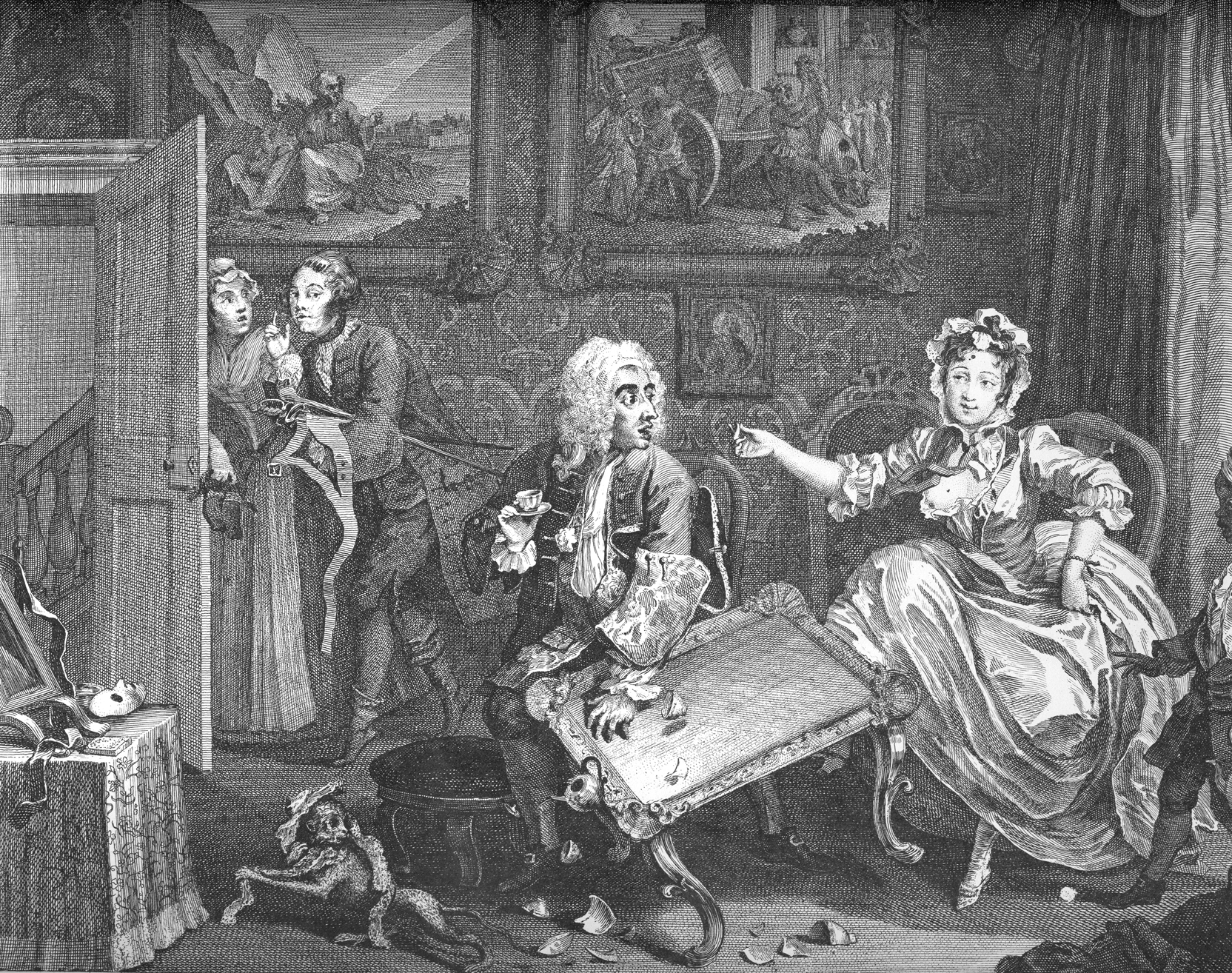
Quarrels with her Jew protector

Молл — содержанка, любовница богатого еврея-торговца. Она имеет богатый гардероб и прислугу, держит мальчика-слугу из Вест-Индии и обезьяну. Мальчик, молодая служанка, а также обезьянка, вероятно, предоставлены богатым покровителем. Банки косметики, маска с маскарада, её квартира украшена картинами, иллюстрирующими её противоречивое сомнительное положение. Она опрокидывает стол, чтобы отвлечь внимание торговца, в то время как служанка помогает скрыться второму любовнику.

### 3. Арест

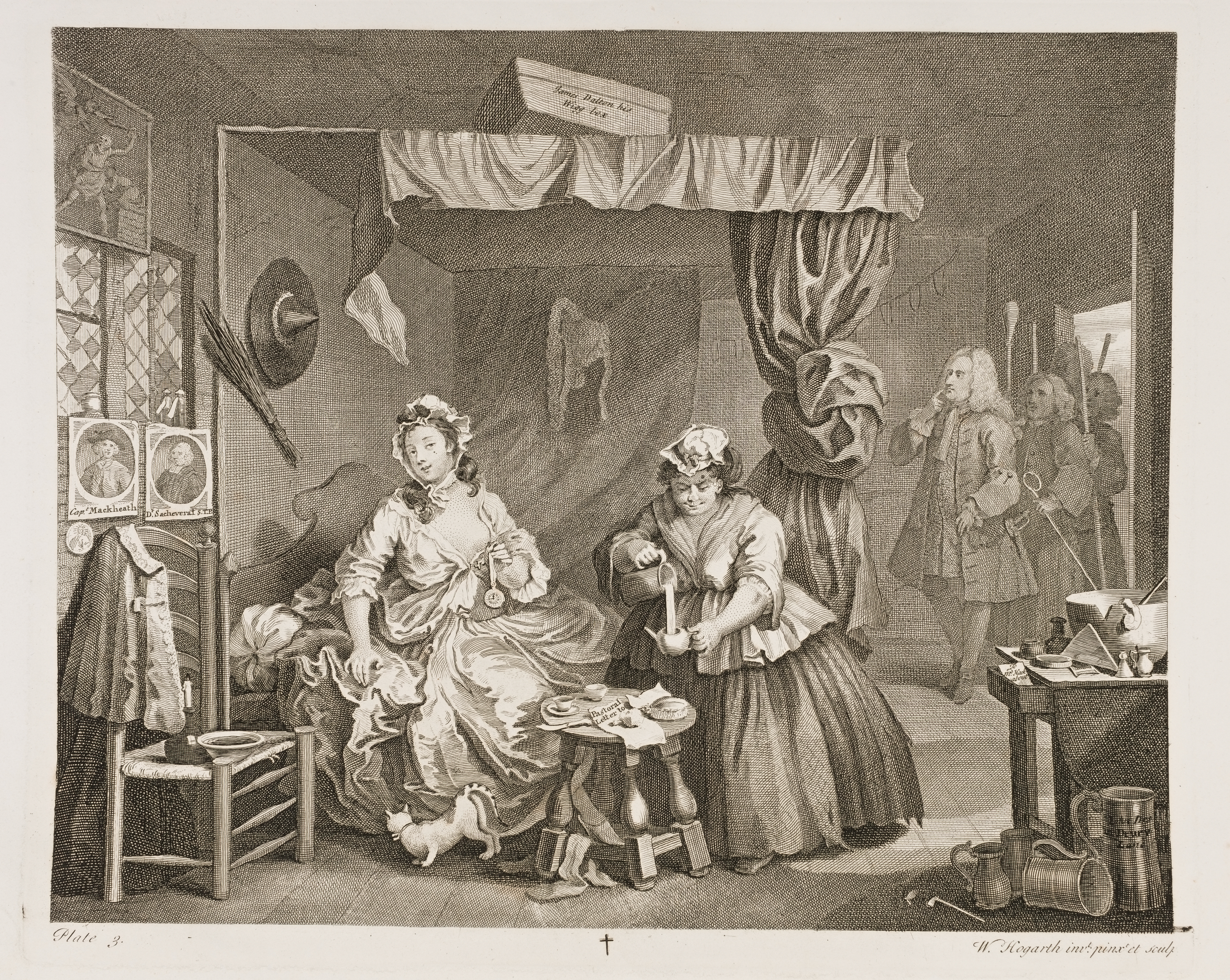
Apprehended by a magistrate

Молл из содержанки стала обычной проституткой. Её горничная теперь старая, больная сифилисом тетка. Её кровать — её единственный главный предмет мебели, а поза кошки иллюстрирует настоящее положение Молл. Шляпа ведьмы и пруты березы (розги) на стене предполагают или чёрную магию, или, вероятно, то, что её профессия подразумевает, помимо прочего, ролевые игры (сексуальные) и садомазохизм. Портреты её героев находятся на стене: преступник Макхит (Macheath) из «Оперы нищих» и государственный деятель Генри Сачеверелл; над их портретами стоят 2 склянки с лекарствами от сифилиса. Коробка из-под парика, что над кроватью, принадлежит бандиту Джеймсу Далтону (повешен 11 мая 1730), намекает на сексуальную связь Молл с преступником. Судья сэр Джон Гонсон с тремя вооружёнными помощниками шерифа входит, чтобы арестовать Молл за её действия. Молл хвастается новыми часами (возможно, подарок от Далтона, возможно, украденными у клиента) и выставляет свою левую грудь. Взгляд Гонсона, однако, уставлен на шляпу ведьмы или парик, висящий на стене. Композиция сатирически напоминает Благовещение.

### 4. Сцена в Брайдвелле

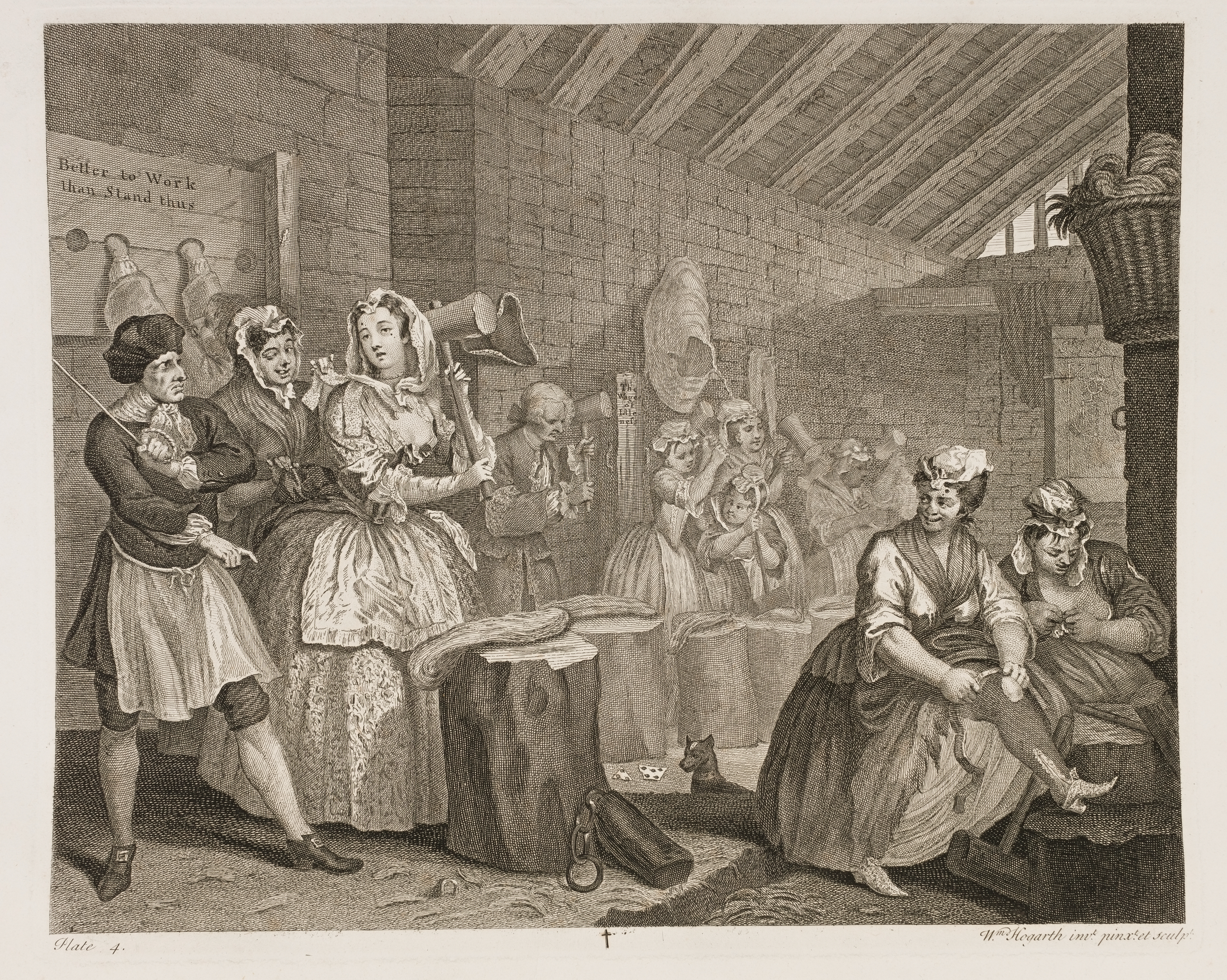
Scene in Bridewell

Молл в тюрьме Брайдвелл. Она отбивает пеньку для петель палача, в то время как тюремщик угрожает ей и заставляет работать. Служанка улыбается тому, что жена тюремщика отбирает у Молл платье, да и служанка, кажется, носит ботинки Молл. Заключенные идут слева направо в порядке уменьшения благосостояния: человек, который привёл с собой собаку — шулер, дополнительная карта которого выпала; женщина; ребёнок, возможно, страдающий синдромом Дауна, и беременная африканская женщина, которая, возможно, забеременела, когда уже была подвержена судебному преследованию, поскольку беременные женщины не могли быть казнены или сосланы. Слева на позорном столбе написано: «Лучше работать, чем так стоять». Человек, страдающий на столбе, очевидно, отказался работать.

### 5. Умирает, пока доктора спорят

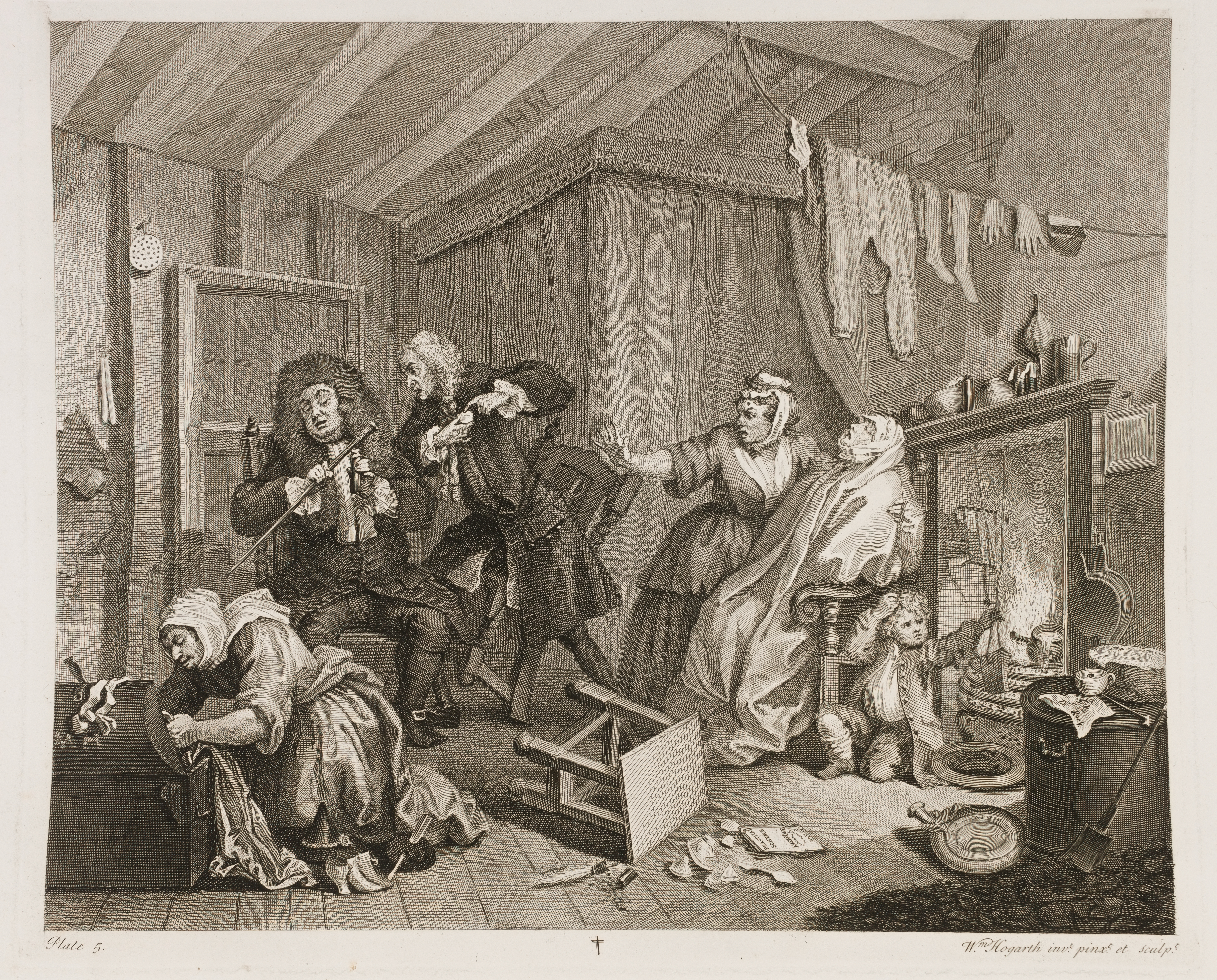
Expires while the doctors are disputing

Молл теперь умирает от сифилиса. Доктор Ричард Рок слева и доктор Джин Мизобин справа спорят о своих медицинских методах. Женщина, возможно сводница Молл и возможно домовладелица, осматривает имущество Молл, чтобы выбрать себе пригодное, в то время как горничная Молл пытается остановить грабеж. Сын Молл сидит у огня, возможно заражённый болезнью матери. Он выбирает вшей из своих волос. Баночки с болеутоляющими лежат разбитые на полу. Одежда притягивает Молл к полу, как если бы привидения тащили её в загробную жизнь.

### 6. Похороны

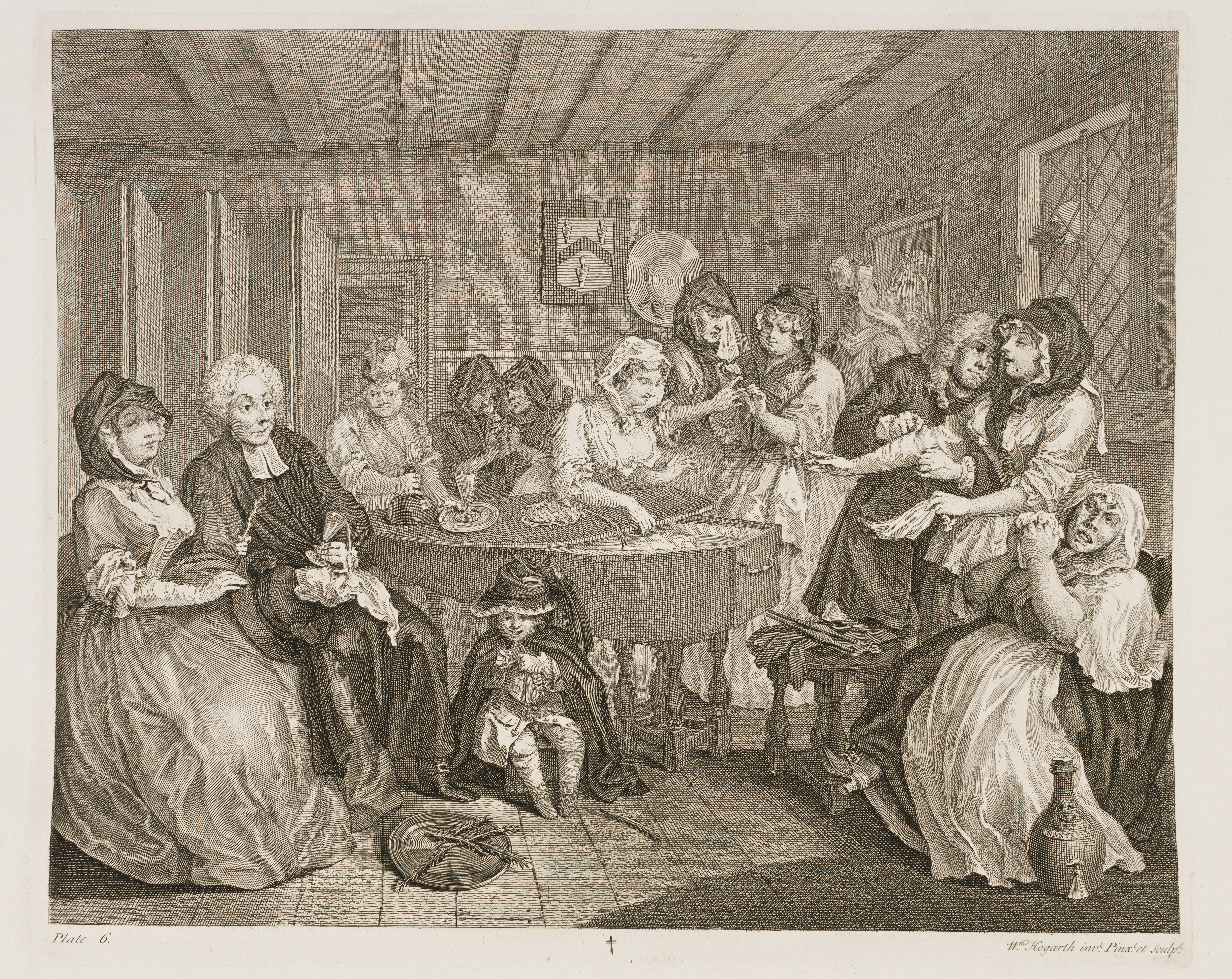
The funeral.

В заключительной сцене Молл мертва. Запись на крышке гроба свидетельствует, что она умерла в возрасте 23 лет 2 сентября 1731. Пастор проливает свой бренди, поскольку он держит руку под юбкой девушки рядом с ним — она выглядит довольной. Сын Молл беспечно играет, а пьяная сводница Молл (справа) искренне убивается, глядя на то, как гроб её «воспитанницы» используют в качестве барной стойки; её бутылка с бренди ужасно ухмыляется. Носящая траур проститутка крадёт носовой платок её утешителя. Другая показывает свой больной палец коллеге, в то время как ещё одна женщина прихорашивается у зеркала, даже при том, что на её лбу видна сифилитическая язва. Сын Молл беспечен: он сидит, играя под телом своей матери, неспособный понять происшедшего, фигурально обреченный на смерть. Дом, в котором стоит гроб с телом Молл, имеет иронический герб на стене, изображающий шеврон с тремя затычками, символизируя «пролитие» пастора, пролившийся бренди и последний выдох Молл.